# Свербіння (Доктор Хаус)
«Свербіння» (англ. The Itch)  — сьома серія п'ятого сезону американського телесеріалу «Доктор Хаус». Прем'єра епізоду проходила на каналі FOX 11 листопада 2008. Доктор Хаус і його нова команда мають врятувати чоловіка з агорафобією.

## Сюжет
У чоловіка, який має сильну агорафобію, через те, що пережив стрілянину, у якій померла його дівчина, починають траплятися напади. Кемерон вже рік знає чоловіка, тому просить Хауса зайнятися цією справою. Форман пропонує викликати напад і з допомогою КТ виявити, де в організмі проблеми. Команда і Кемерон вирушають до будинку пацієнта. Напад не починається, але у чоловіка розпочинаються сильні болі в животі. На знімку видно часткову кишкову непрохідність. Форман пропонує зробити діагностичну операцію з біопсією кишки. Єдиний хірург, який зможе провести операцію вдома — це Чейз. Проте насправді Чейз лише "відключає" пацієнта, а команда привозить його до лікарні.
Кемерон вирішує вивести пацієнта зі сну і розповісти йому, що його перевезено в лікарню. Чоловік викликає адвоката і Кадді усуває команду від справи. Проте Кемерон не відступає і знову приходить до пацієнта. Вона дає йому ліки, щоб прочистити кишку, але вони не допомагають. Кемерон телефонує Хаусу і просить його, щоб він поговорив з Чейзом і вмовив його зробити операцію вдома. Хаус не хоче розмовляти з хлопцем Кемерон, тому наказує Таубу і Катнеру провести операцію. Біопсія вказує на кишкову атрофію, тобто на хворобу Віпла. Хаус наказує почати лікування. Невдовзі ноги пацієнта оніміли.
Новий симптом вказує на циліакію. Хаус наказує змусити чоловіка їсти пшеницю, а коли вона дійде до 12-палої кишки, зробити гастроноскопію. Тест нічого не показує, а згодом у пацієнта трапляється зупинка серця. Хаус дізнається, що чоловік миє ванну тричі на тиждень з нашатирем і відбілювачем. Разом ці речовини утворюють хлорний газ, який розчиняє жири. Кемерон починає лікування, але воно не допомагає. Через деякий час Хаус розуміє, що у чоловіка давно стріляли, а куля розділилася на багато маленьких шматочків. Лікарі видалили не всі, тому свинець, що знаходився в кулі почав труїти чоловіка. Хаус видаляє залишки кулі і чоловік одужує.